# Stilbanthus scandens
Stilbanthus scandens là loài thực vật có hoa thuộc họ Dền. Loài này được Hook. f. miêu tả khoa học đầu tiên năm 1879.